# Oberschule am Leibnizplatz
Die Oberschule am Leibnizplatz ist eine Oberschule in Bremen in der Bremer Neustadt. Sie war Realschule, Oberrealschule, Oberschule, Gymnasium und Schulzentrum der Sekundarstufe II und Integrierte Stadtteilschule und ist nun wieder eine Oberschule in Bremen  mit einer Oberstufe als Ganztagsschule. Seit 1984 steht das Bauwerk unter Bremer Denkmalschutz. In der Schule spielt seit 1988 die bremer shakespeare company.

## Geschichte

### Name
Die Schule erhielt ihren Namen nach dem Leibnizplatz. Dieser Platz ist benannt nach Gottfried Wilhelm Leibniz (1646–1716), dem universalen, deutschen Philosoph, Wissenschaftler, Mathematiker, Diplomat, Physiker, Historiker und Bibliothekar.
Von 1938 bis 1945 hieß die Schule Kapitän-König-Schule, benannt nach Paul König (1867–1933), Kapitän des Norddeutschen Lloyds in Bremen und Marineoffizier eines Handels-U-Boots.

### Real- und Oberrealschule bis 1945
Am 8. November 1905 beschloss die Bremer Bürgerschaft, dass auch in der Neustadt in Bremen eine neue Realschule am Neustadtswall gebaut werden soll, nachdem in der Altstadt von Bremen bereits zwei Realschulen bestanden. Die St. Pauli-Schule in der Neustadt wurde zugleich geschlossen. Der Bau auf einem Gelände am Hohentor wurde aufgegeben zugunsten eines Areals auf dem zugeschütteten Neustadtsgraben am Neustadtswall als Teil der alten Bremer Stadtbefestigung. Der Baumeister Fritsche von der Hochbauinspektion II (später Hochbauamt Bremen) erstellte den Entwurf für den Neubau, der im Stil der Jahrhundertwende mit Jugendstilelementen bis 1909 entstand. Das Schulgebäude, mit Rathenower Handstrichsteinen verblendet, mit den Architekturteilen aus Ibbenbürener Sandsteinen und den Innenhölzern aus Pitchpine, Carolinapine und Eiche, war aufwendig aber auch zweckmäßig erstellt worden, der Haupteingang war eher bescheiden ausgefallen. Am 22. April 1909 wurde die Realschule Neustadt für eine Kapazität von 400 bis 500 Schülern an der Brückenstraße / Neustadtswall eröffnet und 186 Schüler eingeschult. Jedes Jahr kam eine Klassenstufe hinzu, so dass 1914 die Schule 419 Schüler umfasste. Erster Schulleiter war bis 1926 Friedrich Fricke (1868–1926), der vom Alten Gymnasium kam.
Seit 1912 konnten die Schüler nach dem Besuch der Untersekunda (10. Klasse) eine Schussprüfung machen, die der heutigen mittleren Reife entspricht und den Eintritt in eine Obersekunda (11. Klasse) einer Oberrealschule ermöglichte. Mit dem Bestehen einer Entlassungsprüfung durfte auch die Unterprima (12. Klasse) einer Oberrealschule direkt erreicht werden. Die Versetzungsbräuche waren streng. 1910 blieben von 192 Schülern 36 sitzen und 1911 schafften von 259 Schülern 58 nicht die Versetzung. Um 1911 entstand der Verein Wandervogel der Realschule in der Neustadt. Die Wandervogelbewegung war eine Jugendbewegung für eine Reformpädagogik.
Um die Schule entstand bis 1912 eine Grünanlage (Heute: Leibnizplatz und CentaurenPark) und ab 1912 die Leibniz-Straße vor der Schule, als Verbindungsdurchbruch zwischen der Brückenstraße und Osterstraße/Buntentorsteinweg. 1914 fuhr die Straßenbahnlinie 5 in Richtung Pappelstraße und die Linie 4 in Richtung Arsterdamm bzw. Horn.
1919 wurde das Schulgebäude bei der Niederschlagung der Bremer Räterepublik beschädigt; in dem Haus etablierte sich die Stadtwehr und in der Turnhalle tagte der Demobilisierungsausschuss. Trotz naher Scharmützel fand der Unterricht ohne Unterbrechung statt. Schon 1918/19 waren 400 Schüler an der Schule. Schulleiter (1929 Direktor) war als Nachfolger des 1926 verstorbenen Friedrich Fricke von 1926 bis 1938 Heinrich Bierbaum (1872–1957).
Ab 1926 wurde die Realschule zu einer Oberrealschule zu Bremen, Abteilung Neustadt erweitert. Ostern 1929 wurden die ersten Abitur-Prüfungen am Gymnasium abgelegt.
1933 erhielt die vormalige Rathenaustraße den Namen Richthofenstraße. 1934 wurde der sonst unbebaute Platz vor der Schule zum Platz der SA (eine paramilitärische Kampforganisation der NSDAP) umbenannt. Die Schule hatte zunächst keinen Nationalsozialisten als Direktor. Erst 1938 wurde mit Wilhelm Westphal (gefallen 1942) ein strammer Nazi – Absolvent der NAPOLA (Nationalpolitische Erziehungsanstalt) – Direktor der Schule; er soll aber durchaus ausgleichend gewirkt haben. 1938 schließlich wurde die Schule Brückenstraße / Neustadtswall zur Oberschule und erhielt auf Weisung des Schulsenators den zusätzlichen Namen Kapitän-König-Schule (Paul König, Kapitän des Norddeutschen Lloyds).
Im Zweiten Weltkrieg waren viele Schüler in der Kinderlandverschickung oder Flakhelfer. 1943 entstand der Erdbunker in den Parkanlagen am Leibnizplatz. Bei Bombenangriffen wurde die Schule beschädigt, während verschiedene Häuser der Umgebung schwere Beschädigungen erfuhren.

### Gymnasium oder Oberschule nach 1945

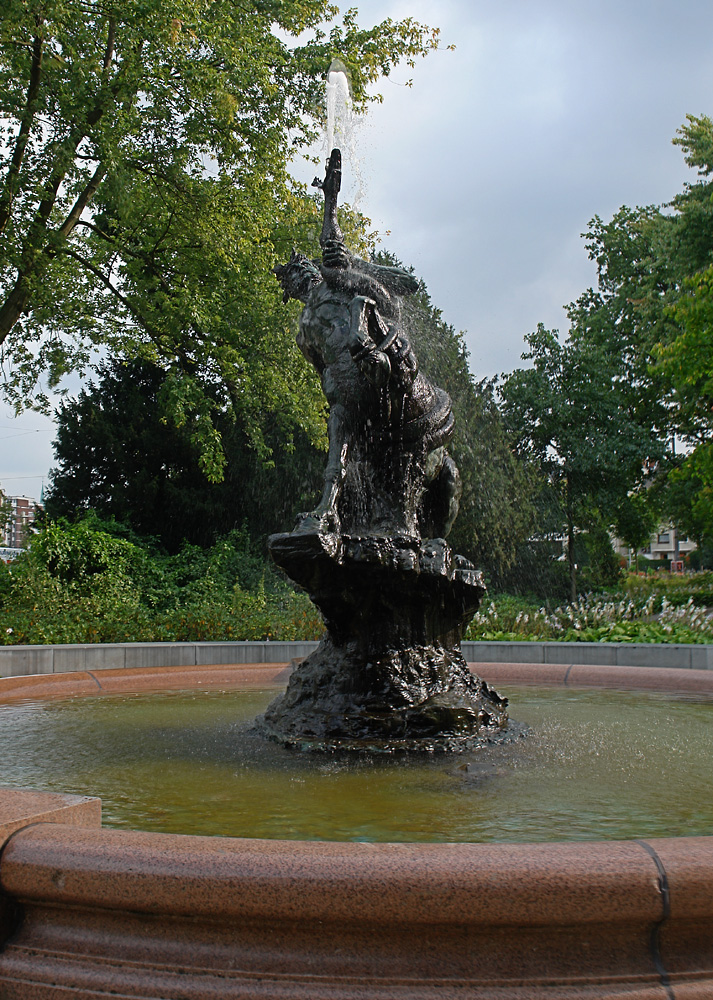
Centaurenbrunnen am Leibnizplatz

Im Dezember 1945 wurde die Oberschule wieder genutzt und der Platz vor der Schule erhielt den heutigen Namen Leibnizplatz. Direktor der Oberschule war von 1945 bis 1964 Hans Koch (1898–1989), der vorher vorübergehend in der Oberrealschule an der Dechanatstraße unterrichtete und davor an der Mädchenoberschule Kleine Helle. Vom Januar bis zum März 1947 fiel der Unterricht wegen zu großer Kälte aus. Ab 1948 konnte eine Schülerzeitung – der Pennäler, dann Blinkfeuer – herausgeben werden. Auch das Rudern (über den Ruderclub Hansa), Laienspiele (Zeitweise unter der Leitung von Wolfgang Nestriepke) oder Wanderungen gehörten ab 1948 zum Schulprogramm.
1950 wurde das Lyzeum – die ehemalige Mädchenschule Anna Waetge  an der Mainstraße – in die Leibniz-Schule integriert. Die sogenannte Koedukation, der gemeinsame Unterricht von Mädchen und Jungen, begann. 1951 hatte die Schule 866 Schüler. Sie hieß ab 1951 Oberschule am Leibnizplatz und ab 1957 Gymnasium am Leibnizplatz. 1958 wurde das Gymnasium um 12 neue Räume erweitert und 1959 kam ein Anbau mit einer neuen Aula hinzu. Der Centauren-Brunnen im Park entstand 1958. Von 1959 bis 1961 wurden die Verkehrs- und Stadtbahnanlagen bis zur Großen Weserbrücke neu gebaut. 1966 entstand ein weiterer Erweiterungsbau.
1988 zog die bremer shakespeare company in das Gymnasium am Leibnizplatz ein und nutzte die Aula als Theater-Saal. Seit 1988 ist die Schule Teil des Schulzentrums der Sekundarstufe II der Neustadt mit den Klassen 10 bis 13. Es sind nur noch 436 Schüler in 24 Klassen, die 1988/89 in die Gebäude der Schule an der Delmestraße umquartiert werden. Ab 1989 wurden Bereiche der Erwachsenenschule in den Gebäuden untergebracht. Nach der deutschen Wiedervereinigung bewohnten von 1989 bis 1991 auch Übersiedler einen Gebäudeteil.

### Schulzentrum und Stadtteilschule ab 1991

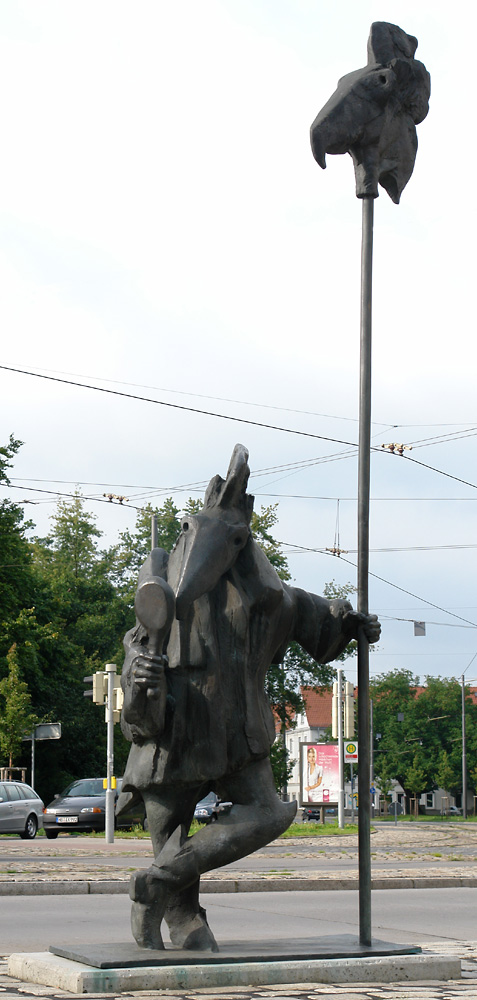
Der Gaukler vor der Schule

1990 zeigte sich bei steigender Schülerzahl in Bremen, dass der Standort am Leibnizplatz wieder auch als Schule benötigt wurde. 1991 wurde das Schulzentrum am Leibnizplatz mit vier 5. Klassen wiedereröffnet. Diese Schule wurde nach 2-jähriger Vorbereitung in eine Integrierte Stadtteilschule Neustadt und ab 1994 in die Integrierte Stadtteilschule am Leibnizplatz umgewandelt. Es wurden Kleinklassen gebildet und ein offener Unterricht mit Projektarbeit angebahnt sowie Ansätze zur Veränderung der pädagogischen Arbeit unternommen. Aber auch die bremer shakespeare company sollte ihren Standort nicht aufgeben, nach der Devise „Theater in der Schule, Schule mit Theater“. In der Schule wurden eine besondere, ganztägige Theaterwoche als Projektunterricht eingerichtet. Unterrichtcontainer dienten bis zur Errichtung eines Neubaus von 1994 bis 1999 zur Aufnahme von Schülern.
1999 erhielt die IS am Leibnizplatz einen Erweiterungsbau mit Klassenräumen und eine Lehrküche. Seit 2004 hat die Schule eine gymnasiale Oberstufe (LGO – Leibnizplatz Gesamtschuloberstufe), die bis Februar 2012 im Gebäude der Schule an der Delmestraße untergebracht war. Die Oberstufe wurde in Kooperation mit der Gesamtschule Mitte und der Integrierten Stadtteilschule Hermannsburg in Huchting aufgebaut.
Die IS am Leibnizplatz hat ab 2009 auch die Oberschule von Klasse 5 bis 13 erhalten und die bisherigen Klassen 5 bis 10 behalten. Die Oberstufe nutzt seit Februar 2012 die renovierten Räume des benachbarten ehemaligen Polizeigebäudes an der Schulstraße. 2012 wurde außerdem ein dreigeschossiger Bau für die Verwaltung und für eine Mensa bezogen. Eine Sanierung und der Umbau des Theaters am Leibnizplatz werden betrieben.

### Oberschule
Seit 2010 lautet die Schulbezeichnung wieder Oberschule am Leibnizplatz.
2012 wurde die ehemalige Kaserne IV des Infanterieregiments Bremen von 1890 für Klassenräume der Oberschule umgebaut. Die Schule erhielt einen Neubau für die Mensa, Werkräume sowie die Verwaltung.

### Schule heute
Die Integrierte Stadtteilschule ist aktuell (2022) eine Ganztagsschule und Gesamtschule, die alle Kinder ihres Stadtteils gemeinsam unterrichtet.

2008 hatte die Schule 839 Schüler, davon 504 in den 24 Klassen der Schuljahre 5 bis 10 und 337 in der Oberstufe des 11. bis 13. Schuljahrs. Der Migrationsanteil betrug 14,2 %. 84 Lehrkräfte unterrichteten an der Schule.
Es wurden Kleinklassen gebildet mit einem offenen Unterricht und Projektarbeit. Sie ist von der Klasse 5 bis 10 integriert und nach dem mittleren Schulabschluss und führt dann Schüler mit entsprechender Qualifikation zum Abitur.
Sie hat seit 2018 eine Schulpartnerschaft mit dem Augustineum in Namibia. Seit 2015 ist die Schule Partner der Bremer Shakespeare Company im rahmen des Programms „Kulturschwärmer“.

## Persönlichkeiten

### Lehrer
(Alphabetisch nach dem Nachnamen geordnet)
- Irmela Abramzik (1922–2014), Studiendirektorin, Ehefrau von Günter Abramzik
- Heinrich Bierbaum (1872–1957), ab 1910 Lehrer und von 1926 bis 1938 Direktor (Heinrich-Bierbaum-Straße in der Neustadt)
- Friedrich Fricke (1868–1926), Direktor von 1909 bis 1926
- Hans Koch (1898–1989), Direktor von 1945 bis 1964
- Hanns Meyer (1890–1965), Lehrer für Naturwissenschaften von 1917 bis 1920
- Erika Opelt-Stoevesandt (1919–2013), stellvertretende Direktorin bis 1964
- Norbert Rüppell (* 1945), Schulleiter von 1991 bis 2013[8]
- Herbert Schwarzwälder (1919–2011), Historiker, Lehrer
- Wilhelm Westphal, Direktor von 1938 bis 1942.

### Schüler
(Alphabetisch nach dem Nachnamen geordnet)
- Dieter Burdorf (* 1960), Germanist und Hochschullehrer an der Universität Leipzig
- Andreas Eckert (* 1964), Historiker und Afrikaforscher
- Otto Fichtner (1929–2013), Jurist und Sozialwissenschaftler und Hochschullehrer
- Dieter Klink (1930–2004), Mitglied der Bremer Bürgerschaft (MdBB) (SPD), Bürgerschaftspräsident
- Job-Günter Klink (1929–1980), Pädagoge und Leiter der Pädagogischen Hochschule Bremen
- Heinz Krahmer (1941–1992), Bauunternehmer, MdBB (FDP)
- Elke Kröning (* 1947), Lehrerin, MdBB (SPD, AFB),
- Thomas Lubowski (* 1952), Journalist, Chefredakteur und Herausgeber von Tages- und Wochenzeitungem
- Horst Massmann (* 1942), Pädagoge, Oberschulrat und Kommunalpolitiker (SPD)
- Henning Scherf (* 1938), Jurist, MdBB (SPD), Senator, Präsident des Senats
- Hermann Stichweh (1940–2014), Pädagoge, MdBB (SPD) von 1971 bis 1991
- Fritz Tepperwien (1937–2014), Rechtspfleger, MdBB (SPD), Bundesvorsitzender des Arbeiter-Samariter-Bundes (ASB)
- Sven Walser (1963–2023), Schauspieler
- Ingo Wegener (1950–2008), Hochschullehrer für Algorithmen und Komplexitätstheorie